# Hassànides
Els hassànides foren els xerifs alides descendents d'al-Hàssan ibn Alí, fill d'Alí ibn Abi-Tàlib i de Fàtima az-Zahrà. La línia paral·lela era la dels hussaynites, derivada del seu germà al-Hussayn ibn Alí. La qualificació d'hassànides és especialment donada al Marroc per distingir-los dels seus parents idríssides. Els hassànides van originar les dues grans dinasties xerifianes marroquines: els sadites, del segle xvi al XVII, i els alauites o filalis, del segle xvii fins a l'actualitat. Segons alguns autors els primers xerifs hassànides arribats al Magrib s'haurien establert a Sigilmasa al final del segle xiii, procedents de Yanbo, al Hijaz. Els habitants del Tafilalt, del qual Sigilmasa n'era la capital, els van acollir perquè suposaven que els portarien sort i bones collites. El primer xerif fou Hàssan, conegut com a Hàssan ad-Dàkhil. Un cosí seu, Zaydan, fou cridat a la regió dels oasis del uadi Draa, també perquè se suposava que duria sort i bones collites. És possible que foren cridats o portats per les tribus Banu Makil, que a la mateixa època van establir la seva hegemonia al sud del Marroc, i entre les que era tradició tenir una persona notable com a àrbitre i per tal de portar sort.

## Genealogia

### Àlides
- Alí ibn Abi-Tàlib
  - al-Hàssan
    - al-Hàssan
      - Abd-Al·lah al-Kàmil
        - Muhàmmad an-Nafs az-Zakiyya
          - diverses generacions (15)
            - Muhàmmad
              - Àhmad, ancestre dels sadites
              - Qàssim, ancestre dels alauites

### Sadites
- Àhmad ibn Muhàmmad
  - Zaydan
    - Makhluf
      - Alí
        - Abd-ar-Rahman
          - Muhàmmad
            - Abu-Abd-Allah Muhàmmad al-Qàïm 1509-1517
              - Àhmad al-Àraj 1517-1544 (+1557)
              - Muhàmmad (I) al-Mahdí o Muhàmmad aix-Xaykh 1544-1557 
                - Abd-Al·lah al-Ghàlib-bi-L·lah 1557–1574
                  - Abu-Abd-Al·lah Muhàmmad (II) al-Maslukh 1574–1576

                - Abu-Marwan Abd-al-Malik al-Ghazi 1576–1578
                - Àhmad al-Mansur 1578–1603
                  - Al-Mamun ibn Àhmad (a Fes) 1603-1613, vegeu branca dels sadites de Fes
                  - Abu-Faris Abd-Al·lah ibn Àhmad 1603–1608 (en parts del Marroc)
                  - Muhàmmad (III) ibn Àhmad 1608-1613 (en parts del Marroc)
                  - Zaydan Abu-Maali (a Marràqueix) 1603–1627, vegeu branca dels sadites de Marràqueix

### Branca de Fes
- Al-Mamun ibn Àhmad 1603-1613
  - Abd-Al·lah ibn al-Mamun 1613-1623
    - Abd-al-Màlik ibn Abd-Al·lah 1623-1626

### Branca de Marràqueix
- Zaydan Abu-Maali 1603–1627
  - Abu-Marwan Abd-al-Màlik ibn Zaydan 1627–1631
  - Al-Walid ibn Zaydan 1631–1636
  - Muhàmmad aix-Xaykh as-Saghir 1636–1655
    - Àhmad al-Abbàs 1655–1659

## Alauites
- Qàssim ibn Muhàmmad
  - Al-Hàssan ad-Dhàkil
    - Muhàmmad 
      - al-Hàssan
        - Alí aix-Xarif as-Sijilmassí
          - Yússuf
            - Alí
              - Muhàmmad
                - Alí al-Marrakuixí ?-1597
                  - Mulay Muhàmmad I aix-Xarif 1597-1636 (abdica el 1636)
                    - Mulay Muhàmmad II ibn Muhàmmad 1636-1664
                    - Alí Mulay ar-Raixid ibn Muhàmmad 1664-1672
                    - Abu-Nasr Mulay Ismaïl ibn Muhàmmad as-Samín 1672–1727
                      - Muhàmmad ibn Ismaïl (+1729)
                      - Abu-l-Abbàs Mulay Àhmad adh-Dhahabí, 1727-1728 i 1728-1729
                      - Mulay Abd-al-Màlik ibn Ismaïl (a Meknès 1728)
                      - Mulay Zayn-al-Abidín ibn Ismaïl (Alí al-Àraj) 1734-1736
                      - Mulay Muhàmmad II (Muhàmmad ibn al-Arabiyya ibn Ismaïl) 1736-1738
                      - Mulay al-Mustadi ibn Ismaïl 1738-1740 i 1745
                      - Mulay Abd-Al·lah ibn Ismaïl 1729-1734, 1736, 1740-1745, 1745-1748 i 1748-1757
                        - Mulay Muhàmmad III ibn Abd-Al·lah al-Khatib 1748 i 1757-1790 
                          - Mulay Yazid ibn Muhàmmad 1790-1792 (a Fes)
                            - Ibrahim ibn Yazid (rebel a Fes i Tetuan 1819-1821)
                            - Saïd ibn Yazid (rebel 1821)

                          - Mulay Hixam ibn Muhàmmad 1792-1795 (a Marràqueix,, rebel 1795-1797 +1799)
                            - Abu-l-Fadl Mulay Abd-ar-Rahman ibn Hixam 1790 (rebel) i 1822-1859
                              - Mulay Muhàmmad IV ibn Abd-ar-Rahman 1859-1873
                                - Mulay al-Hàssan I 1873-1894
                                  - Mulay Abd-al-Aziz ibn al-Hàssan 1894-1908
                                    - Mulay al-Kabir ibn Abd-al-Aziz (rebel 1911)

                                  - Mulay Abd-al-Hafidh ibn al-Hàssan 1908-1912 (+1937)
                                  - Mulay Yússuf ibn al-Hàssan 1912-1927
                                    - Mulay Muhàmmad V del Marroc ibn Yússuf (Muhàmmad V o Mohamed V) 1927-1953 i 1955-1961 (rei 1957-1961)
                                      - Hàssan II ibn Muhàmmad 1957-1999
                                        - Muhàmmad VI 1999-

                                - Arafa ibn Muhàmmad (rebel en 1911)
                                  - Muhàmmad ibn Arafa o Mulay Muhàmmad VI 1953-1955

                          - al-Hussayn ibn Muhàmmad (+1799)
                          - Mulay Sulayman (Slimane) ibn Muhàmmad 1795-1822 (a Fes)